# Psychoschizophrenia
Psychoschizophrenia è il quarto album in studio dei Lillian Axe, uscito nel 1993 per l'Etichetta discografica IRS/Grand Slamm.

## Tracce
1. Crucified (Blaze) 3:38
2. Deepfreeze (Blaze) 5:24
3. Moonlight in Your Blood (Blaze) 4:14
4. Stop the Hate (Blaze) 5:42
5. Sign of the Times (Blaze) 4:50
6. The Needle and Your Pain (Blaze) 4:26
7. Those Who Prey (Blaze) 5:13
8. Voices in My Walls (Blaze)	4:57
9. Now You Know (Blaze) 4:28
10. Deep Blue Shadows (Blaze) 4:06
11. The Day I Met You (Blaze) 3:18
12. Psychoschizophrenia (Blaze) 5:40

## Formazione
- Ron Taylor - vocals
- Stevie Blaze - chitarra, tastiere, cori
- Jon Ster - chitarra, tastiere, cori
- Darrin DeLatte - basso
- Tommy Scot - batteria

### Altri musicisti
- Frank Grande - tastiere